# Josip Božičević
Josip Božičević (Josipdol, 17. ožujka 1929. – Zagreb, 13. ožujka 2021.), bio je hrvatski akademik.

## Životopis
Nakon završene gimnazije u Ogulinu upisuje Tehnički fakultet u Zagrebu, gdje je 1956. diplomirao na prometnom smjeru Građevinskog odsjeka. 
Kao studenta 1951. godine ondašnje komunističke vlasti uhitile su ga zbog hrvatskog nacionalizma. 1971. godine u vrijeme Hrvatskog proljeća protjeran je sa željeznice i kao nepodoban profesor otpušten s Građevinskog fakulteta u Zagrebu.
Prvi doktorat znanosti stekao je 1965. godine na Arhitektonsko-građevinskom fakultetu u Ljubljani za znanstvenom polju građevinarstva, a drugi 1983. na Fakultetu za pomorstvo i saobraćaj u Rijeci za znanstveno polje tehnologije prometa.
Na željeznici je radio od 1956. do 1971. godine. U znanstveno-nastavno zvanje izvanrednog profesora izabran je 1981., a u zvanje redovitog profesora 1978. Na Fakultetu prometnih znanosti u Zagrebu bio je prodekan i dekan u nekoliko mandata.
Bio je pročelnik Prometnog odjela Tehničkog veleučilišta u Zagrebu.
Bio je član Predsjedništva Hrvatske akademije znanosti i umjetnosti te predsjednik Akademijina Znanstvenog vijeća za promet.
Od 1990. do 1992. bio je ministar prometa i veza u Vladi Republike Hrvatske te član Kriznog štaba Republike Hrvatske te savjetnik predsjednika Vlade za strateški razvitak prometa.
Tijekom Domovinskog rata ustrojio je u sklopu Fakulteta prometnih znanosti Zavod za aeronautiku i organizirao visokoškolski sustav naobrazbe vojnih i civilnih pilota.
Objavio je jedanaest autorskih knjiga i više desetaka znanstvenih radova i studija. Objavio je ukupno 113 znanstvenih i stručnih radova.
Prinos dr. Božičevića u tehničkom znanstvenom području može se podijeliti u dva kompleksa znanstvenih postignuća: projektiranja, gradnje i održavanja cestovnih i željezničkih prometnica te primijenjenih projekata prometnog i gospodarskog razvitka. 
Bio je redoviti član Hrvatske akademije znanosti i umjetnosti.

## Vanjske poveznice
- Josip Božičević Hrvatska tehnička enciklopedija, portal hrvatske tehničke baštine. LZMK